# فرانسیسکا تیبورتیوس
فرانسیسکا تیبورتیوس (انگلیسی: Franziska Tiburtius؛ ۲۴ ژانویهٔ ۱۸۴۳ – ۵ مهٔ ۱۹۲۷) پزشک آلمانی بود. او یکی از دو زنی بود که توانست در امپراطوری آلمان مجوز پزشکی اخذ کند.
بخاطر ممنوعیت ورود به دانشگاه‌های پزشکی آلمان، تیبورتیوس پزشکی را در زوریخ آموخت و در ۱۸۷۶ با نمره خوب امتحانات خود را پشت سر گذاشت. در آن سال او دوره کارآموزی پزشکی زنان را زیر نظر فرانس فون وینکل در درسدن به اتمام رساند. او به همراه همکلاسی‌اش امیلی لموس (۱۸۴۱–۱۹۳۲) مطب شخصی در برلین راه‌اندازی کرد. به رغم مخالفت‌های دنباله‌دار مطب آن‌ها مشتریان زیادی کسب کرد.